# Bowie (Teksas)
Bowie je grad u američkoj saveznoj državi Teksas. Prema popisu stanovništva iz 2010. u njemu je živjelo 5.218 stanovnika.